# Manzikerti csata
A manzikerti csata (modern törökül: Malazgirt Savaşı) 1071. augusztus 26-án zajlott a Bizánci Birodalom és a Nagyszeldzsuk Birodalom Alp Arszlán szultán által vezetett erői között. A csata végkimenetele a bizánciakra nézve katasztrofális volt: a pusztító vereség tetejében még IV. Rómanosz császár is fogságba esett.

## Háttér
Az 1060-as években Alp Arszlán szeldzsuk szultán engedélyezte türk szövetségeseinek, hogy Kis-Ázsia és Armenia felé vonuljanak, mire ők fosztogatni kezdték az itt található bizánci területek városait és letarolták földjeit. 1064-ben még Armenia fővárosát, Anit is lerombolták. 1068-ban IV. Rómanosz támadást indított ellenük, és be is vette Hierapolisz városát, ám a bizánci nehézgyalogság nem volt képes elfogni a gyors török lovasságot. 1070-ben a császár ismét haddal indult a törökök ellen, ezúttal Manzikert (ma Malazgirt, Kelet-Törökország Muş tartományában) felé, melynek bizánci erődjét még 1071 januárjában vették be a szeldzsukok. Rómanosz békét ajánlott Alp Arszlánnak, miszerint visszaadta volna Hierapoliszt, ha a törökök felhagynak Edessza ostromával. Ellenkező esetben háborúval fenyegette meg a szultánt, és – előre látva annak reakcióját – hadsereg toborzásába kezdett.

## Előkészületek
A császár érdekes módon nem kiváló hadvezérét, Niképhorosz Botaniatészt (a későbbi III. Niképhoroszt) választotta társául a hadvezetésben, hanem a nála sokkal kevésbé lojális Andronikosz Dukászt, régi ellenfelét. A hadsereg összesen körülbelül 40000 katonából állt: 5-5000 fő érkezett a Birodalom nyugati és keleti tartományaiból, emellett 500 francia nyelvű zsoldos Roussel de Bailleul vezetésével, német, török, bolgár és besenyő zsoldosok, egy armeniai kontingens és a varég gárda egy része tartozott a főleg gyalogosokból álló támadó erők közé.
Hosszú és nehéz menetelés várt a katonákra Kis-Ázsián keresztül, és Rómanosz még jobban elkeserítette a harcosait azáltal, hogy teljes luxus állt rendelkezésére az egész út folyamán. A helyi lakosság is megszenvedte a császár német zsoldosainak fosztogatásait, akiket ezért el kellett bocsátania az uralkodónak. Az expedíció első nagyobb állomása Szebasztaia volt a Halüsz folyónál, majd 1071 júniusában megérkezett Theodosziopoliszba, ahol a császári hadvezérek között vita bontakozott ki. Egyesek javasolták, hogy folytatódjon a menetelés Ázsia felé, hogy készületlenül érhessék Alp Arszlánt, míg mások a város megerődítése és a helyben maradás mellett érveltek. Rómanosz végül a támadás folytatása mellett döntött.
A bizánciak Alp Arszlán jövetelére – feltehetően annak Egyiptomot fenyegető tervei alapján – csak később számítottak, épp ezért a Van-tó felé igyekeztek. Céljuk az volt, hogy a szultán visszaérkezte előtt visszaszerezzék Manzikert városát, lehetőleg a közeli Khliat erődjével egyetemben. Azonban Arszlán már úton volt 30000 aleppói és moszuli arab, kurd és türk lovasával és sok kisebb szövetséges törzs katonáival. A szeldzsuk hadvezetés a bizánciak minden megmozdulásáról tudott, míg Rómanosznak egyáltalán nem voltak információi a török seregről.
A császár megosztotta seregét: Johannesz Tarkhaneiotész nevű tábornokát a besenyők, franciák, a varég gárdisták és kevés bizánci katona élén Khliat erődje ellen küldte, míg ő a hadsereg maradékával Manzikert felé vette az irányt. Feltehetően ekkor megfelezte az erőit, és két 20-20000 főt számláló egységet hozott létre. Tarkhaneiotész hadainak további sorsa ismeretlen, ám feltehetően elmenekültek, amikor tudomást szereztek a közelgő szeldzsukokról. A fősereg csatájában már nem vettek részt, hanem Meliténé városában bukkantak fel, biztonságos távolságban az ellenségtől.

## A csata
Rómanosz nem tudott a másik seregfél meneküléséről, és nagyobb erőfeszítés nélkül bevonult Manzikert városába augusztus 23-án. Másnap Niképhorosz Brüenniosz tábornok környéken portyázó katonái felfedezték a szeldzsuk sereget, és visszavonultak a városba. A császár nem hitte, hogy a teljes török hadsereg lenne az, ezért csak némi lovasságot küldött ki az armeniai Baszilakésszel az élükön. A lovasokat legyőzték, a tábornok fogságba esett. Erre Rómanosz már csatarendbe állította a bizánci katonákat, és a bal szárnyat kiküldte Brüenniosz vezetésével a városból, akit a gyorsan közelgő törökök majdnem bekerítettek, így kénytelen volt gyorsan visszavonulni. Az éjszaka Arszlán hadai a környező dombságba húzódtak vissza, így Rómanosz nem tudott ellentámadást indítani.
Augusztus 25-én a bizánci török zsoldosok egy része dezertált, Rómanosz ennek ellenére nem volt hajlandó tárgyalni a szeldzsuk követtel. Helyette Tarkhaneiotész hadaival kívánta felvenni a kapcsolatot, ám azok már messze jártak. Aznap nem történtek összecsapások.
Augusztus 26-án Rómanosz csatarendbe állította teljes haderejét, és a törökök ellen vonult. Az uralkodó a bal szárnyat Brüennioszra, a jobb szárnyat Theodor Alüatészre bízta, ő maga a középső egységek parancsnokságát látta el. Andronikosz Dukász a tartalékos hátvédet irányította. Közben Arszlán – biztos távolból figyelve az eseményeket – félkör alakban állította fel a szeldzsukokat. Az íjászok megtámadták a közeledő görögöket, azonban csak kevés kárt tudtak okozni soraikban. A félkör középső része folyamatosan hátrált, a két török szárny pedig igyekezett bekeríteni a bizánciakat.
Délutánra Rómanosz hadai elfoglalták Arszlán táborát, azonban a nyílzáport legjobban megsínylő szárnyak gyakorlatilag független egységekre bomlottak, melyek megpróbálták összecsapásra kényszeríteni a muszlimokat. A magát veszélyben érző szeldzsuk lovasság azonban folyton kitért a gyalogság támadásai elől. A csatát folyton kerülő törökök miatt Rómanosz az éjszaka leszálltával kénytelen volt elrendelni a visszavonulást, azonban a jobb szárny félreértette a parancsot, Dukász pedig figyelmen kívül hagyta a császár parancsát, és a fősereg fedezése nélkül visszatért egységeivel a táborba. A teljesen összezavarodott bizánci erőkre rárontott a szeldzsuk sereg. Először a jobb, majd a bal szárny futamodott meg. Rómanosz megsebesült, és az őt felfedező törökök fogságba vetették.

## Mérleg

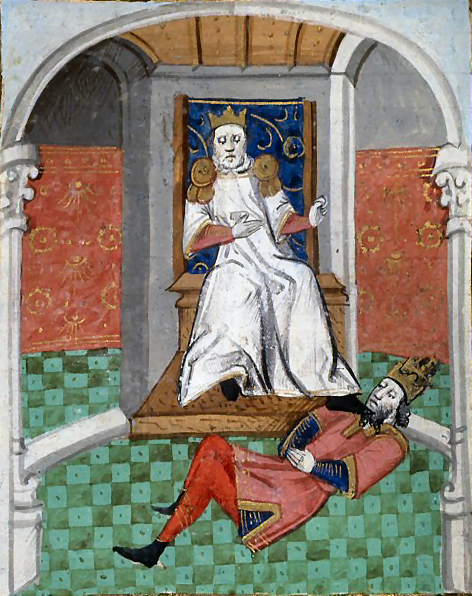
Alp Arszlán szultán megalázza IV. Rómanosz császárt. Illusztráció Boccaccio De Casibus Virorum Illustrium című művének 15. századi francia kiadásából

A vereség ellenére viszonylag csekélyek voltak a bizánciak veszteségei. Mivel a döntő csatára éjszaka került sor, a törökök nem indultak a bizánciak üldözésére, ezzel feltehetően sok katona életét megmentve. Sőt Arszlán seregei még a várost sem foglalták el azonnal.
Dukász hadai érintetlenek maradtak, és a hadvezér visszasietett velük Konstantinápolyba, ahol az ifjú VII. Mikhaél császárt egyeduralomhoz juttató puccsot hajtott végre IV. Rómanosz ellen. A többi bizánci egység újra rendbe szerveződött, és Dokeia mellett csatlakozott hozzájuk az egy hét után szabadon engedett uralkodó.
Jóval a csata után a manzikerti csatát katasztrófaként könyvelték el a Bizánci Birodalomra nézve; a későbbi források jócskán eltúlozták a hadseregek létszámát és a veszteségek mértékét. A bizánci történészek gyakran siránkoztak a csata rettenetességén, kinevezve azt a birodalom hanyatlásának kezdőpontjául. Valójában az ütközet nem azonnal jelentett csapást – a legtöbb alakulat épen megmaradt, és az elkövetkező időszakban a Balkánon és Kis-Ázsiában harcolt tovább. Másrészről viszont bebizonyosodott a szeldzsukok számára, hogy a bizánciak nem sebezhetetlenek, országuk pedig nem a legyőzhetetlen, ezeréves Római Birodalom, aminek eddig tűnt. Andronikosz Dukász bitorlása ráadásul politikailag is destabilizálta az államot, így nehezen lehetett megszervezni az Anatóliába vándorló törökök ellen a védelmet. A következő években a Szeldzsuk Szultánság meghódította Kis-Ázsia nagy részét. Ezzel Bizánc számára elvesztek fő gabonatermelő és toborzási területei.
Manapság a történészek nagyrészt egyetértenek abban, hogy a manzikerti csata fordulópont volt Bizánc történetében. Sokan a huszonöt évvel később induló keresztes háborúk egyik indítóokaként tartják számon: ekkor bizonyosodott be a Nyugat számára, hogy Konstantinápoly már nem volt képes megvédeni a keleti kereszténységet.